# Фролова, Ольга Павловна
Фролова Ольга Павловна (в девичестве — Черных; 30 июня 1931 года, Маньчжурия, КНР — 27 апреля 2018 года, Новосибирск, Россия) — востоковед (специалист по китаеведению и японистике), профессор, общественный деятель.

## Краткая биографическая справка

### Детство, образование
Ольга Павловна Фролова (Черных) родилась на северо-востоке Китая, в г. Маньчжурия, в семье русских эмигрантов. Отец, Черных Павел Павлович, — инженер путей сообщения и инженер-строитель из семьи забайкальских казаков. Мать, Черных (Скрыген) Наталья Александровна, — преподаватель русского языка (словесности) из семьи киевских дворян и потомственных железнодорожников из Елисаветграда, строителей КВЖД. Семья отца уехала из России в Китай после революции 1917 года. В семье сохранялись русские православные традиции. Все три дочери получили высшее хорошее образование[прояснить].
В 1937 г. поступает в японскую школу в г. Шаньхайгуань китайской провинции Хэбэй. В 1938 г. семья переехала в г. Харбин, где Ольга Павловна продолжила учёбу в японской средней школе. 1945—1949 гг. — русская средняя школа г. Харбин. 1949—1951 гг. — восточно-экономический факультет Харбинского политехнического института. В 1954 г. Ольга Павловна вместе с семьей переезжает в СССР и продолжает образование. 1955—1960 гг. — факультет иностранных языков Новосибирского государственного педагогического института, специальность «Английский и немецкий языки». В 1978 г. защитила кандидатскую диссертацию по филологии «Словообразование в терминологической лексике современного китайского языка» в Институте востоковедения АН СССР в Москве.

### Трудовая деятельность
1951—1952 гг. — преподаватель русского языка Северо-Восточного народного университета (г. Чанчунь, КНР). 1953—1954 гг. — преподаватель русского языка Военно-инженерной академии Народно-освободительной армии Китая (г. Харбин, КНР). 1954—1955 гг. — после приезда в СССР работала секретарем директора Столбовской междугородной телефонной станции Алтайского края. 1958—1961 гг. — переводчик китайского, английского и немецкого языков Кузнецкого филиала государственного проектно-конструкторского и экспериментального института «Гипрпоуглемаш».
1961—1968 гг. — младший научный сотрудник Института цитологии и генетики СО РАН (Сибирского отделения Российской академии наук), переводчик китайского, японского, английского и немецкого языков. С 1968 г. Ольга Павловна Фролова работает в НГУ. Занимала должности: ассистента (1968—1971 гг.), старшего преподавателя (1971—1979 гг.), доцента (1979—1995 гг.), профессора (1995—1999 гг.) кафедры общего языкознания гуманитарного факультета. 1999—2006 гг. — профессор кафедры иностранных языков факультета иностранных языков. С 2006 г. — профессор кафедры истории и типологии языков и культур факультета иностранных языков.
1981—1999 гг. — член Ученого совета гуманитарного факультета НГУ. С 2000 г. по настоящее время — член Ученого совета факультета иностранных языков НГУ. 1990—1997 гг. — проводила учебно-методические конференции с целью повышения квалификации преподавателей японского языка в школах и вузах г. Новосибирска.

### Общественная деятельность
1993 г. — Ольга Павловна Фролова вместе с учениками создали Ассоциацию преподавателей японского языка в г. Новосибирске. 1992—1999 гг. — президент Ассоциации «Новосибирск-Саппоро». 1980—1991 гг. — принимала активное участие в качестве переводчика японского языка в деятельности мэрии города Новосибирска, в результате Новосибирск и Саппоро стали городами-побратимами. Мэрией Новосибирска и Ольгой Павловной была проделана большая работа, способствующая развитию русско-японских отношений, и в 1996 г. был создан муниципальный культурный центр Сибирь-Хоккайдо, целью которого является укрепления побратимских связей с Саппоро, содействие взаимопониманию между Японией и Россией, распространение культуры, языка и традиций народов двух стран.
В 1970—1990 гг. организовывала в Доме ученых Сибирского отделения Российской академии наук вечера, посвященные культуре Японии и Китая, которые собирали большую аудиторию. В 1964—1994 гг. в качестве переводчика работала на международных научных конференциях и семинарах, на приемах официальных японских и китайских делегаций, представителей деловых кругов, научных организаций. С 1994 г. является членом дворянского собрания г. Новосибирска.
Похоронена на Южном кладбище Новосибирска (квартал 2).

## Основные направления научных исследований
- Проблемы лексикологии, фразеологии, терминологии и словообразования в китайском и японском языках.
- Лингвистические аспекты японского речевого этикета.
- Вопросы научно-технического перевода китайского и японского языков.
- Экспрессивная лексика китайского и японского языков.
- Межкультурная коммуникация и теория преподавания японского и китайского языков.

## Вклад в развитие японистики и китаеведения
Благодаря усилиям и таланту Ольги Павловны Фроловой, в НГУ была создана база для изучения китайского (с 1970 г.), японского (с 1971 г.) языков, а также восточной культуры. Её стараниями было воспитано не одно поколение специалистов, работающих как в России, так и за рубежом. Профессор Фролова неоднократно приглашалась в Японию и Китай для чтения лекций, посвященных системе обучения китайскому и японскому языкам, «школа Фроловой» получила широкую известность. Многие её ученики поддерживают непрерывную связь со своим преподавателем долгие годы. Сама Ольга Павловна дружит со своим пожилым учителем японского языка Хигаки Микио.
О. П. Фроловой была проделана значительная работа в сфере китайского и японского языкознания: собран, систематизирован и проанализирован обширный материал по вопросам терминологии, словообразованию, фразеологии, написан ряд учебно-методических и практических пособий. Являясь уникальным специалистом, она на протяжении многих лет ведет огромную просветительскую и общественную работу в г. Новосибирске.

## Награды и почётные звания
- 29 апреля 2007 г. Ольге Павловне Фроловой был вручен Орден Восходящего солнца 4 класса, «Золотые лучи с розеткой» (императорский государственный орден Японии) за заслуги в развитии культурных и деловых связей между Японией и Россией и, — вклад в преподавание японского языка, культуры и традиций.
- Медаль ордена «За заслуги перед Отечеством» II степени вручена Указом Президента Российской Федерации от 15.05.2010 за достигнутые трудовые успехи и многолетнюю плодотворную работу.
- Памятный знак с российской стороны в честь 20-летия установления побратимских отношений между городами: Новосибирск (Россия) и Саппоро (Япония), 2010 г.
- Памятный знак с японской стороны в честь 20-летия установления побратимских отношений между городами Новосибирск (Россия) и Саппоро (Япония), 2010 г.
- Памятная медаль в честь 110-летия со дня основания города Новосибирска, — «За плодотворную работу на благо города», 2003 г.
- Почётная грамота Министерства высшего и профессионального образования РФ (1999 г.) вручена за многолетнюю научно-педагогическую, учебно-методическую и просветительскую деятельность, большой вклад в дело подготовки высококвалифицированных специалистов и внедрение в учебный процесс новых метолов обучения.
- Почётные звания: «Заслуженный ветеран СО АН СССР» (1990 г.), «Ветеран НГУ» (1987 г.), «Ветеран труда» (2001 г.).

### Научные труды
Автор более 50 научных работ, в том числе:
- К вопросу о происхождении словообразовательных аффиксов и о границах между словосложением и аффиксацией в китайском языке (на материале биологических терминов) // Вопросы языка и литературы: Тематический сб. / Отв. ред. К. А. Тимофеев. Новосибирск: Новосиб. ун-т, 1968. Вып. II. Ч. I. С. 186—196.
- Некоторые структурные особенности сложносокращенных слов в китайской биологической терминологии // Вопросы языка и литературы: Тематический сб. / Отв. ред. К. А. Тимофеев. Новосибирск: Новосиб. ун-т, 1968. Вып. II. Ч. I. С. 197—204.
- Система словообразования и некоторые особенности её функционирования в китайском языке // Вопросы языка и литературы: Тематический сб. / Отв. ред. К. А. Тимофеев. Новосибирск: Новосиб. ун-т, 1968. Вып. II. Ч. I. С. 205—211.
- К вопросу о синонимии в терминологической лексике // Актуальные проблемы лексикологии: Тезисы докл. лингв. конф / Отв. ред. М. И. Черемисина. Новосибирск: Новосиб. ун-т, 1969. Вып. II. Ч. II. С. 201.
- К вопросу о синонимии в терминологической лексике китайского языка // Актуальные проблемы лексикологии: Докл. 2-й лингв. конф / Отв. ред. М. И. Черемисина. Новосибирск: Новосиб. ун-т, 1969. С. 116—122.
- Об основных способах образования научно-технических терминов в современном японском языке // Вопросы языка и литературы / Отв. ред. К. А. Тимофеев. Новосибирск: Новосиб. ун-т, 1970. Вып. II. Ч. I. С. 276—287.
- Некоторые способы выражения отрицания в японской терминологической лексике // Актуальные проблемы лексикологии: Тезисы докл. 3-й лингв. конф. 3-7 мая 1971 г. / Отв. ред. М. И. Черемисина. Новосибирск: Новосиб. ун-т, 1971. С. 62-63.
- Перевод стихов из книги японского поэта Ямамото Кадауо «Вместе с тенью» // Сибирские огни. 1971. № 6. (В соавт. с И. О. Фоняковым). С. 119—121.
- К вопросу об образовании терминов иностранного происхождения в современном китайском языке // Актуальные проблемы лексикологии: Докл. 3-й межвуз. конф. 3-7 мая 1972 г. / Отв. ред. К. А. Тимофеев. Новосибирск: Новосиб. ун-т, 1972. С. 162—170.
- К вопросу о фразеологообразовании в японском языке // Актуальные проблемы лексикологии и словообразования: Сб. науч. трудов / Отв. ред. К. А. Тимофеев. Новосибирск: Новосиб. ун-т, 1973. Вып. II. С. 100—103.
- Терминообразовательные модели словосложения современного китайского языка // Актуальные проблемы лексикологии исловообразования: Сб. науч. трудов / Отв. ред. К. А. Тимофеев. Новосибирск: Новосиб. ун-т, 1976. Вып. V. С. 151—159.
- Терминообразовательные модели аффиксации современного китайского языка // Актуальные проблемы лексикологии и словообразования: Сб. науч. трудов / Отв. ред. К. А. Тимофеев. Новосибирск: Новосиб. ун-т, 1977. Вып. VI. С. 134—145.
- Особенности терминообразования в китайской биологической терминологии // Актуальные проблемы лексикологии и словообразования: Сб. науч. трудов / Отв. ред. К. А. Тимофеев. Новосибирск: Новосиб. ун-т, 1978. Вып. VII. С. 138—147.
- Устойчивые компаративные структуры в системе японской фразеологии // Актуальные проблемы лексикологии и словообразования: Сб. науч. трудов / Отв. ред. К. А. Тимофеев. Новосибирск: Новосиб. ун-т, 1979. Вып. VIII. С. 83-91.
- Названия животных и растений в составе фразеологизмов японского языка // Актуальные проблемы лексикологии и словообразования: Сб. науч. трудов / Отв. ред. К. А. Тимофеев. Новосибирск: Новосиб. ун-т, 1980. Вып. IX. С. 100—109.
- Словообразование в терминологической лексике современного китайского языка. Новосибирск: Наука, 1981. 132 с.
- Эмоционально-оценочные существительные в лексике и фразеологии японского языка // Экспрессивность лексики и фразеологии: Межвуз. сб. науч. трудов / Отв. ред. К. А. Тимофеев. Новосибирск: Новосиб. ун-т, 1983. С. 114—122.
- Китайская терминология как лексическая подсистема // Сборник тезисов II Конференции по китайскому языкознанию. М.: Наука, 1984. С.77-79.
- Экспрессивные характеристики человека в китайском языке (семантика и типы) // Экспрессивность на разных уровнях языка: Межвуз. сб. науч. трудов / Отв. ред. К. А. Тимофеев. Новосибирск: Новосиб. ун-т, 1984. С. 131—141.
- Системность терминов в японском языке // Семантика и системность языковых единиц: Межвуз. сб. науч. трудов / Отв. ред. К. А. Тимофеев. Новосибирск: Новосиб. ун-т, 1985. С. 153—160.
- Некоторые виды метафор как способы выражения экспрессивных личностных характеристик в китайском языке // Сборник тезисов III Конференции по китайскому языкознанию. М.: Наука, 1986. С. 67-69.
- Ономатопоэтические слова японского языка в функции экспрессивной характеристики человека и их системные связи // Системные отношения на разных уровнях языка: Межвуз. сб. науч. трудов / Отв. ред. К. А. Тимофеев. Новосибирск: Новосиб. ун-т, 1988. С. 65-70.
- Семантическая группа цветообозначений в китайском языке: системные отношения // Актуальные вопросы китайского языкознания. Материалы IV Всесоюзной конференции. М.: Наука, 1988. С. 190—194.
- Some Linguistic Aspects of Scientific Terms in Modern Chinese // Abstracts of Papers of Conference on Chinese Language. Hong Kong: Polytechnic Institute, 1989. P. 17-19. (Некоторые лингвистические аспекты научных терминов в современном китайском языке // Сборник тезисов конференции по китайскому языку. Гонконг: Политехнический институт, 1989. С.17-19).
- Лексико-семантическая группа глаголов движения в китайском языке // Актуальные вопросы китайского языкознания. Материалы V Всесоюзной конференции. М.: Наука, 1990. С. 140—144.
- Вопросы исследования и преподавания китайского языка в Советском Союзе // Ученые записки Шэньянского университета. Шэньян (КНР). 1990. № 2. (На кит. яз.). С. 47-53.
- Цветообозначения в японском языке // Языковые категории в лексикологии и синтаксисе: Межвуз. сб. науч. трудов / Отв. ред. Н. А. Лукьянова. Новосибирск: Изд-во Новосиб. гос. ун-та, 1991. С. 71-87.
- Типы личностных характеристик в системе экспрессивной лексики китайского языка // Китайское языкознание. Материалы VIII Международной конференции. М.: Ин-т языкознания РАН, 1996. С. 149—151.

### Учебно-методические работы
- Фразеология современного японского языка. Новосибирск: НГУ, 1979. 87 с.
- Вопросы научно-технического перевода с японского языка на русский. Новосибирск: НГУ, 1984. 96 с.
- Краткий китайско-русский словарь / Под. ред. О. П. Фроловой. Новосибирск, 1987. 583 с.
- Программа общего курса японского языка как иностранного. Новосибирск: НГУ, 1988.
- Программа общего курса китайского языка как иностранного. Новосибирск: НГУ, 1990.
- Русско-китайский разговорник по бытовой и деловой тематике. Новосибирск: Сов. Сибирь, 1993. 116 с.
- Ономатопоэтические слова в современном японском языке. Новосибирск: НГУ, 1996. 31 с.
- О преподавании японского языка в НГУ в течение 25 лет. Опыт, перспективы // Сборник трудов общества «Касумикайкан». Токио, 1996. Т. ХХ . (На япон. яз.). С. 86-109.
- Преподавание японского языка в Новосибирске. Часть первая. Высшая школа // Нихонго (Токио). 1996. № 6. (На япон. яз.). С. 98-99.
- Преподавание японского языка в Новосибирске. Часть вторая. Средняя школа // Нихонго (Токио). 1996. № 7. (На япон. яз.). С. 99.
- Преподавание японского языка в Новосибирске. Часть третья. Японский язык и культура // Нихонго (Токио). 1996. № 8. (На япон. яз.). С. 94-96.
- Японский речевой этикет (лингвистический аспект). Новосибирск: НГУ, 1997. 44 с.
- Харбинская школа Момояма (истоки изучения японского языка). Журнал «Север». 26 марта 2010 г. Труды государственного университета Осака (На япон.языке). С.100-104.
- Удивительная встреча с Японией и японским языком. Журнал «Север». 27 марта 2010 г. Труды государственного университета Осака (На япон.языке). С.51-57.
- Переводы русских романсов 19 века на японский язык. В составе книги Ямада Минору и Ямада Юкио под названием «Чужие (нерусские) в Санкт-Петербурге. Искусство и культура. Поэзия, романсы и повседневная жизнь в Санкт-Петербурге». Токио.2010. (На япон.языке). С.128-139,с.145, с.146, с.159-160, с.167, с.173-174, с. 175—176, с.176-177.

### Избранные статьи о Фроловой О. П.
- Лошкарева О. Посол Японии в России встретился со старейшим преподавателем-японистом НГУ // «Твой городок» от 11 апреля 2007.
- Юрченко О. Дорога в тысячу миль // «Навигатор» от 20 апреля 2007. С. 35. Архивная копия от 19 июля 2010 на Wayback Machine
- Александрова Ю. Японский орден — российскому преподавателю // «Наука в Сибири», № 17 от 26 апреля 2007. С. 2.
- Дмитриева Н. Субботние встречи // «Вечерний Новосибирск» от 28 апреля 2007. С. 13.
- Лауреаты весенних государственных орденов Японии // «Токио симбун» от 29 апреля 2007. (На япон. языке). С. 25.
- Список лауреатов государственных орденов // «Хоккайдо симбун» от 29 апреля 2007. (На япон. языке). С. 30.
- Лаврова А. Из истории нельзя вырывать страницы // «Твой городок» от 2 июля 2007. С. 2.
- Садыкова Е. Кавалер двух орденов // «Наука в Сибири», № 30-31 от 5 августа 2010 г. С. 5.